# Manel Ollé i Rodríguez
Manel Ollé i Rodríguez (Barcelona, 11 d'octubre de 1962) és un escriptor i professor universitari català. Com a docent exerceix de professor titular en història i cultura de la Xina moderna i contemporània a la Universitat Pompeu Fabra, coordinador del màster en Estudis Xinesos de la UPF i codirector del curs de postgrau en Cinemes Asiàtics (UPF-Casa Àsia).
Ha publicat llibres de poesia, antologies, ha traduït al català a Balzac, Gao Xingjian, Pu Songling i alguns poemes de Li Qingzhao. També ha publicat diversos assajos sobre crítica literària i sobre història i cultura xineses.

## Obra

### Poesia[4]
- De bandera liberiana, premi Guerau de Liost de poesia 1993
- Mirall negre, premi Ciutat de Palma-Joan Alcover de Poesia en Català 2001
- Bratislava o Bucarest, Premi Gabriel Ferrater de poesia 2012
- Un grapat de pedres d’aigua, Premi Jocs Florals de Barcelona 2021[5]

### Assaig[2]
- La invención de China (Harrasowitz Verlag, 2001)
- La empresa de China: de la armada invencible al galón de Manila (Acantilado, 2002)
- Made in China: el despertar social, político y cultural de la China contemnporánea (Destino, 2005)
- La Xina que arriba: perspectives del segle XXI (Eumo, 2009)

### Literatura infantil
- Tao. Fragments del vell camí xinès del mestre Laozi (Fragmenta, 2017). Edicions en català, castellà i portuguès. Il·lustrat per Neus Caamaño.[6]

### Traduccions
- Contes estranys del pavelló dels lleures de Pu Songling. Traducció de Manel Ollé i Chün Chin. 160 pàgines (Quaderns Crema, 2001)